# خير أباد (صوغان)
خیر أباد (بالفارسية: خیرآباد) هي قرية تقع في إيران في قسم صوغان الريفي. يقدر عدد سكانها بـ 54 نسمة .